# Tropická bouře Gordon
Tropická bouře Gordon byla tropická cyklóna a 7. pojmenovaná bouře atlantické hurikánové sezóny 2018. Vyvinula se 30. srpna z tropické vlny v Karibském moři. Na začátku září pak způsobila střední škody na pobřeží Mexického zálivu. Původní tropická vlna se posouvala západoseverozápadním směrem k východnímu pobřeží Floridy a postupně se zorganizovala. Systém byl nedaleko Baham 2. září označen za potenciální tropickou cyklónu, další den brzy ráno mu byl přidělen název – tropická bouře Gordon. V tuto dobu se pohyboval nad Floridou dále k jejímu jihozápadnímu pobřeží. Po překonání poloostrova nad Mexickým zálivem bouře mírně zesilovala. Vrcholu své intenzity Gordon dosáhl 4. září ve večerních hodinách a následně dosáhl pevniny. Jako první zasáhl americký stát Mississippi. Bouře posléze prudce zeslábla. Dne 8. září se jednalo pouze o tlakovou níži. Zbytky tropické bouře později splynuly s jiným systémem, který se dostal nad jižní část Ontaria v Kanadě.
K 9. září byla nahlášena celkem 3 úmrtí v souvislosti s bouří.

## Postup

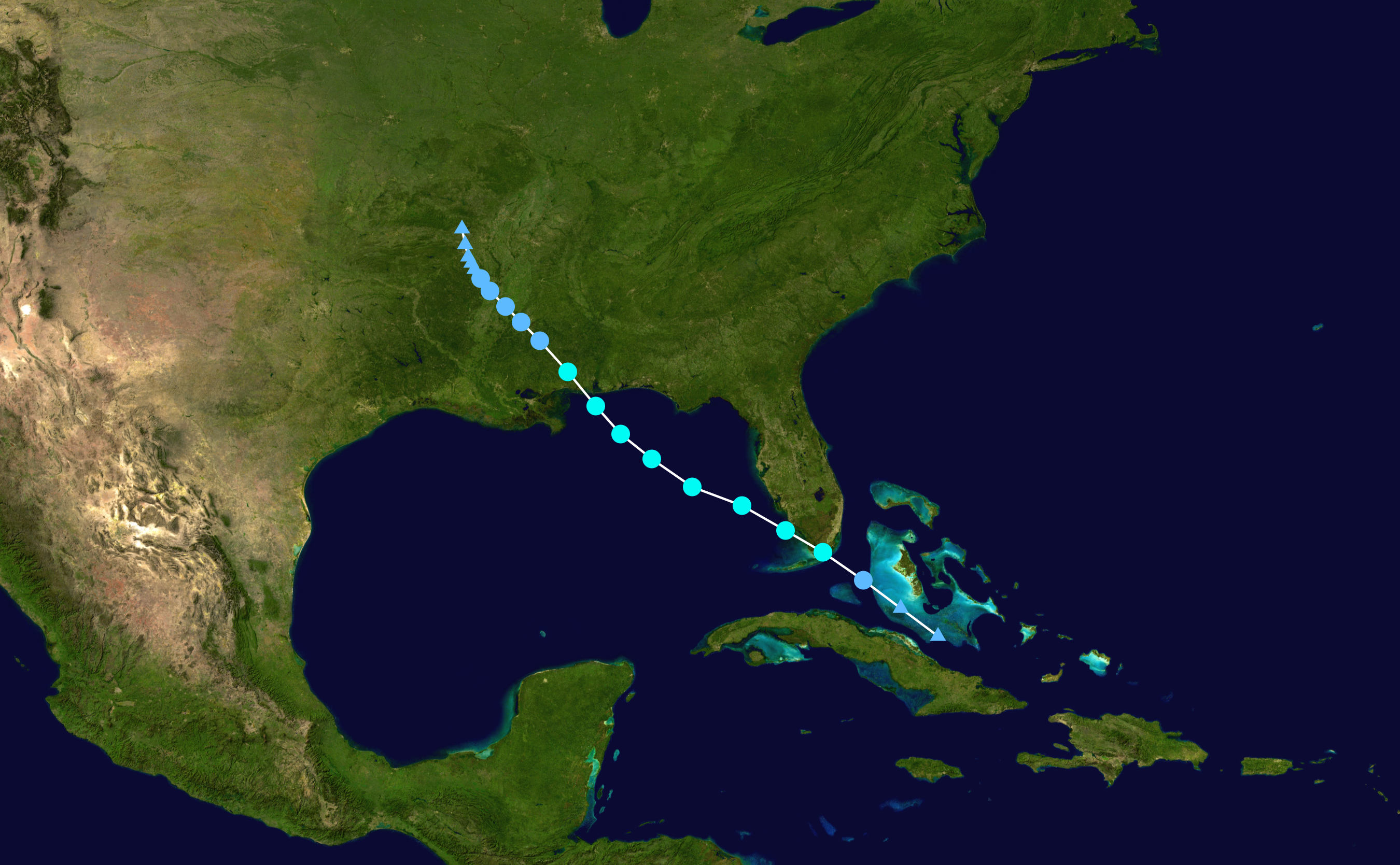
Trasa tropické bouře Gordon

Národní středisko pro hurikány (NHC) začalo monitorovat tropickou vlnu nad středním Karibikem jako potenciální hrozbu tropické cyklóny. Díky nepříznivým povětrnostním podmínkám pro rozvoj cyklóny se očekával její pomalý vývoj. Taktéž se předpokládalo, že by se situace mohla zhoršit, až se systém dostane nad Mexický záliv. Tam totiž panovaly daleko lepší podmínky pro zesílení bouře. Poté, co vlna 1. září opustila prostor Karibského moře, začala se stáčet a organizovat. Kvůli možnému ohrožení Spojených států jí byl 2. září přidělen status potenciální tropické cyklóny Seven, tedy „Sedm“. Nedaleko pobřeží Floridy bouře následující den vykazovala znaky typické pro tropickou cyklónu, jako je uzavřená cirkulace oblačnosti kolem centra ve středu systému. NHC ji tak udělil název „tropická bouře Gordon“. Následně se Gordon přesunul kolem ostrova Key Largo na Floridě.
Poté, co se bouře dostala nad Mexický záliv, radarové snímky odhalily malé oko v jejím středu. Brzy nato se ale rozptýlilo a oblačnost se začala trhat. Struktura bouře se kvůli styku s vysokým střihem větru dále rozpadala, to ale nebránilo v zesilování. Gordon se posléze opět uspořádala. Patrná byla vysoká blesková aktivita a hluboká konvekce kolem středu bouře. Cyklóna mířila dále přes Mexický záliv severozápadním směrem na New Orleans. Modely předpovídaly, že těsně po zásahu pevniny zesílí na hurikán 1. kategorie. Výstrahy před hurikánem byly vydány pro státy Alabamu a Mississippi. Tak se nakonec ale nestalo. S maximální rychlostí větru 110 km/h udeřil na pevninu nedaleko hranic Alabamy a Mississippi. Během dalšího postupu nad vnitrozemím systém 5. září rapidně zeslábl. Těsně před tím, než se Gordon stal posttropickou cyklónou a rozptýlil se, zasáhl stát Arkansas. Zbytky tropické bouře pak následující den nasál frontální systém, jež způsobil záplavové deště v severovýchodní části Spojených států.

## Přípravy a následky

### Florida
Tropická bouře Gordon vznikla nedaleko souostroví Florida Keys. Větry odpovídající stupni tropické bouře zasáhly jižní část Floridy. Guvernér státu, Rick Scott, apeloval na občany, aby se připravili a zůstali obezřetní. Později byla vydána varování před hurikánem pro americké státy Alabamu a Mississippi, výstrahy před tropickou bouří pak i pro Louisianu a severozápadní část Floridy. Ve floridském městě Pensacola nedaleko hranic s Alabamou napršelo až 25 cm srážek. Nárazy větru až 82 km/h byly naměřeny ve městě Opa-locka na jižní Floridě. V okresech Broward a Miami-Dade zůstalo přes 80 000 lidí bez proudu. Jednou z obětí se stal řidič kamionu na dálnici Interstate 95 v Miami, který vlivem bouře ztratil kontrolu nad vozidlem, narazil do zdi a byl vymrštěn z kabiny. Druhou obětí se stalo dítě ve městě Pensacola, když na mobilní dům, ve kterém se nacházelo, spadl strom.

### Alabama
Největší intenzitě bouře odolával alabamský ostrov Dauphin Island. Gordon tam přinesl vlny o výšce 1 až 1,5 metru, které způsobily menší záplavy. Malé záplavy a vítr o rychlosti 80 km/h bouře přinesla rovněž na pobřeží státu Mississippi.

### Louisiana
Guvernér amerického státu Louisiana, John Bel Edwards, ohlásil stav nouze pro celý stát. Do práce guvernér zapojil 200 členů louisianské Národní gardy, 63 speciálních vozů na záplavy, 39 lodí a čtyři helikoptéry. Stav nouze ohlásili také guvernéři států Mississippi a Alabamy, Phil Bryant a Kay Ivey.

### Kentucky
V kentuckém městě Louisville zemřel řidič taxi, jehož vozidlo bylo strženo povodní. Ve městě napršelo více než 7 cm srážek. Voda zaplavila ulice a uvěznila auta. Kvůli povodni byl zrušen fotbalový zápas klubu Louisville City FC a odloženo fotbalové utkání univerzity University of Louisville. Ve městě Morehead pak voda unesla devítiletého chlapce, kterého se dosud nepodařilo najít.